# Sol och vår

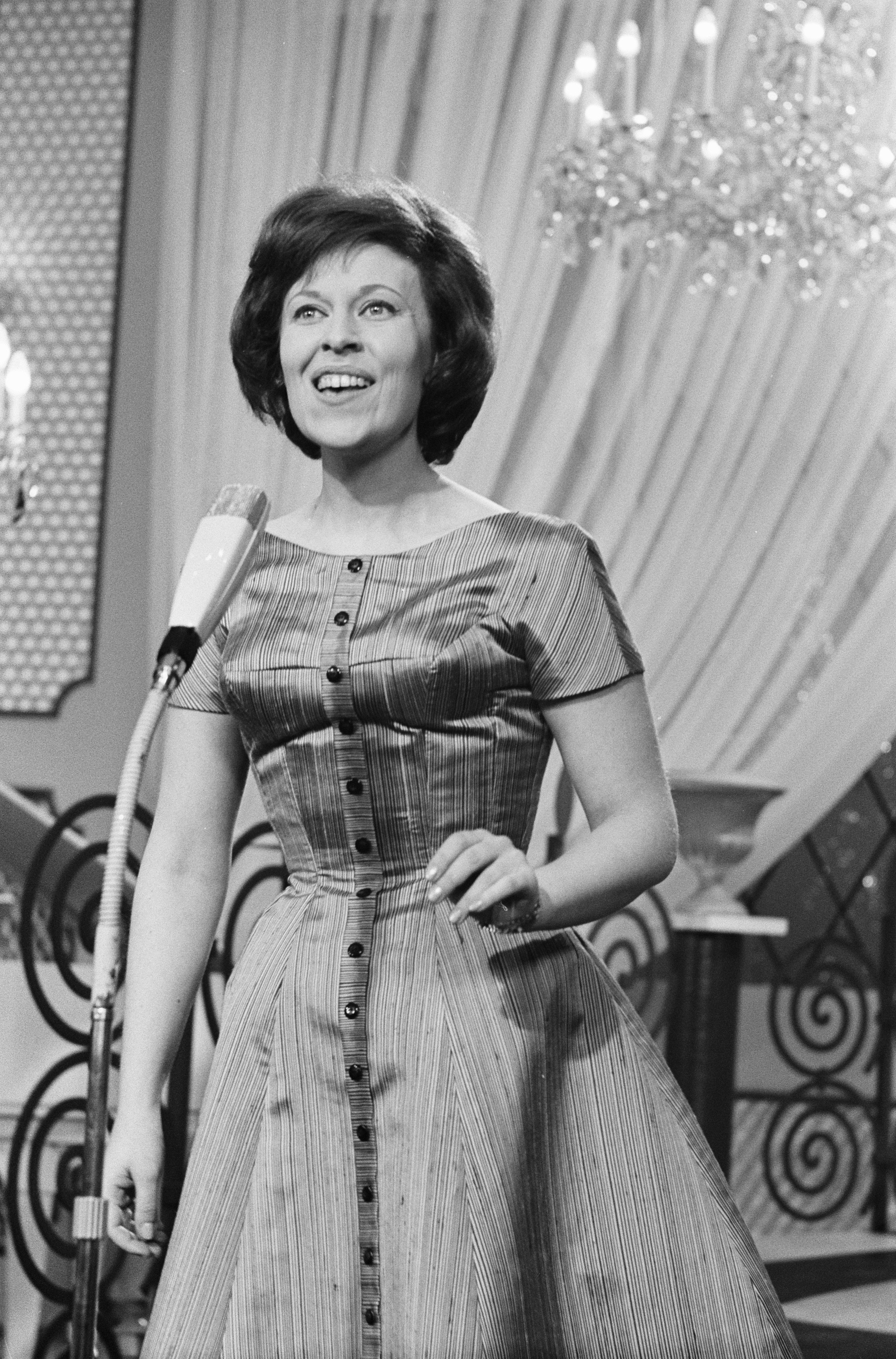
Inger Berggren, intérprete de la canción, durante un ensayo del Festival de la Canción de Eurovisión 1962.

«Sol och vår» —[suːl ɔ voːr]; en español: «Sol y primavera»— es una canción compuesta por Åke Gerhard e interpretada en sueco por Inger Berggren. Se lanzó como sencillo en marzo de 1962 mediante His Master's Voice. Fue elegida para representar a Suecia en el Festival de la Canción de Eurovisión de 1962 tras ganar la final nacional sueca, Melodifestivalen 1962.

## Festival de Eurovisión

### Final nacional
Esta canción participó en la final nacional para elegir al representante finlandés del Festival de la Canción de Eurovisión de 1962, celebrada el 13 de febrero de ese año en Estocolmo. Fue presentado por Bengt Feldreich. La votación se realizó por correo. La canción fue interpretada por Inger Berggren y Lily Berglund. Finalmente, la canción «Sol och vår» se declaró ganadora entre 6 canciones con 102 327 puntos. Sveriges Radio decidió que Berggren sería la intérprete de la canción en el Festival de Eurovisión.

### Festival de la Canción de Eurovisión 1962
Esta canción fue la representación sueca en el Festival de Eurovisión 1962. La orquesta fue dirigida por Egon Kjerrman.
La canción fue interpretada 6ª en la noche del 18 de marzo de 1962 por Inger Berggren, precedida por Dinamarca con Ellen Winther interpretando «Vuggevise» y seguida por Alemania con Conny Froboess interpretando «Zwei kleine Italiener». Al final de las votaciones, la canción había recibido 4 puntos, quedando en 7º puesto junto a Finlandia de un total de 16.
Fue sucedida como representación sueca en el Festival de 1963 por Monica Zetterlund con «En gång i Stockholm».

## Letra
El título de la canción se traduce literalmente como «Sol y primavera», pero la expresión sueca de «Att sol och våra någon» significa engañar a una persona sin dinero mediante falsas promesas de amor y matrimonio.
La canción, de ritmo rápido, habla sobre la triste historia de como conoció a un hombre encantador a los diecinueve años en el primer día de primavera. El persuasivo hombre la invita a comer en un restaurante caro, a lo que ella decide aceptar. Tras un rato, el hombre le dice que tiene que hacer una llamada de teléfono urgente — poco después el camarero jefe le dice a la mujer que su «marido» se ha ido del restaurante y que se llevó su «bolso y su abrigo de piel»; ha sido engañada por el hombre. La canción acaba con la tragicómica frase «todas las niñas pequeñas deberían encerrarse cuando el invierno se convierte en sol y primavera».

## Historial de lanzamiento
| Región    | Fecha         | Formato                        | Discográfica       | Ref.   |
| --------- | ------------- | ------------------------------ | ------------------ | ------ |
| Suecia    | Marzo de 1962 | Disco de vinilo 7", 45 RPM     | His Master's Voice | [ 1 ]  |
| Suecia    | Abril de 1962 | Disco de vinilo 7", 45 RPM, EP | His Master's Voice | [ 2 ]  |
| Suecia    | 1962          | Disco de vinilo 7"             | His Master's Voice | [ 16 ] |
| Dinamarca | 1962          | Disco de vinilo 7", 45 RPM     | His Master's Voice | [ 17 ] |